# Snáði
Snáði är en bergstopp i republiken Island. Den ligger i regionen Austurland, 300 km nordost om huvudstaden Reykjavík. Toppen på Snáði är 813 meter över havet.
Trakten runt Snáði är nära nog obefolkad, med mindre än två invånare per kvadratkilometer. Det finns inga samhällen i närheten. Trakten runt Snáði är ofruktbar med lite eller ingen växtlighet.